# Colorado d'Oeste (tiểu vùng)
Colorado d'Oeste là một tiểu vùng thuộc bang Rondônia, Brasil. Tiều vùng này có diện tích 14624 km², dân số năm 2007 là 60685 người.